# Castillo japonés de Suncheon
El Castillo japonés de Suncheon (en coreano: 순천왜성) también conocido como Suncheon Waeseong (순천왜성), Yegyo (예교), Manghaedae (망해대), en coreano, y Juntenjō (順天城) en japonés, es el único castillo japonés que queda en la provincia de Jeolla del sur, en Corea del Sur y el campo de batalla de Yi Sun-sin.
El castillo fue construido por los generales japoneses Ukita Hideie y Tōdō Takatora como un puesto de avanzada durante la segunda invasión de Corea en 1597. El castillo fue construido con barro y piedra con una superficie de 120.600 ㎡ para el castillo exterior de 2502 m y para el castillo interior de 1342 m. El sitio consta de 3 castillos de barro exteriores, 3 castillos de piedra principales y 12 puertas del castillo. 
El general japonés Konishi Yukinaga se alojó en este castillo con 14.000 soldados para luchar en dos ocasiones con las fuerzas aliadas de Joseon y Ming (China).